# Heinrich Adolf Krone
Heinrich Adolf Krone (* 12. April 1925 in Berlin; † 16. Juli 2021 in Bamberg) war ein deutscher Gynäkologe. Zwischen 1962 und 1990 war er Direktor der Staatlichen Frauenklinik und Hebammenschule Bamberg.

## Leben
Heinrich Adolf Krone war der Sohn des ehemaligen Bundesministers Heinrich Krone sowie der Schwager der ehemaligen Bundestagsabgeordneten Ursula Krone-Appuhn. Er war ab 1953 mit Elisabeth Büchner verheiratet und hatte sechs Kinder.
Krone studierte Medizin in Berlin, Göttingen und Freiburg und wurde 1950 zum Dr. med. promoviert. Es folgten im Jahr 1953 Weiterbildungen für Gynäkologie und Geburtshilfe. 1960 habilitierte er sich in München.
1962 wurde Krone vom bayrischen Kultusminister Theodor Maunz zum Direktor der staatlichen Frauenklinik und Hebammenschule Bamberg ernannt. Er war Vorsitzender der Bayerischen Gesellschaft für Geburtshilfe und Frauenheilkunde von 1981 bis 1983.
1968 wurde er zum außerplanmäßigen Professor an der Ludwig-Maximilians-Universität München ernannt. Zudem gehörte Adolf Krone zum Lehrkörper der Universität Erlangen-Nürnberg. Zehn Jahre lang hatte Krone zudem einen Lehrauftrag für Sozialmedizin an der Universität Bamberg inne. Seine Lehr- und Forschungsgebiete sind Histomorphologie, Histopathologie, Karzinomfrüherkennung, Schwangerschaftsvorsorge (einschließlich der Entwicklung eines „Mutterpasses“). Er veröffentlichte mehr als 110 wissenschaftliche Publikationen.
1966 wurde Krone von Kardinal-Großmeister Eugène Kardinal Tisserant zum Ritter des Ritterordens vom Heiligen Grab zu Jerusalem ernannt und am 3. Dezember 1966 im Augsburger Dom durch Lorenz Kardinal Jaeger, Großprior der deutschen Statthalterei, investiert. Er war Komtur mit Stern des Ordens.

## Schriften
- Untersuchung der Schmerzschwellen bei intracutaner Injektion hypotonischer Kochsalzlösungen an Gesunden und Kranken mit Schmerzzuständen, 1950.
- Die Bedeutung der Eibettstörungen für die Entstehung menschlicher Missbildungen, 1961.
- Das Alete-Buch für Schwangere, 1978.
- Gentechnologie und Reproduktionsmedizin – Fortschritt für den Menschen?, 1986.